# Violka nízká
Violka nízká (Viola pumila) je vytrvalá bylina z čeledi violkovité (Violaceae). Dorůstá výšky nejčastěji 5–12 cm, v době plodů se zvětšuje až na 25 cm. Oddenek je větvený a často i vícehlavý, lodyhy jsou jednotlivé, ale někdy i v trsech. Listy jsou jednoduché, čepele listů na bázi zpravidla klínovité, jsou kopinaté, často až úzce kopinaté či úzce podlouhlé, na okraji vroubkovaně pilovité až skoro celokrajné. Lodyha se vytváří, přízemní růžice listů chybí. Na bázi listů jsou palisty, které jsou úzce kopinaté až kopinaté, a na okraji mohou být zubaté i skoro celokrajné. Na květní stopce 2 listénce. Květy jsou nevonné. Přívěsky kališních lístků jsou uťaté, jen kolen 1 mm dlouhé. Korunní lístky jsou nejčastěji bledě fialové, na bázi až bělavé, ostruha bývá bledá a nazelenalá. Kvete od května do června. Plodem je tobolka.

## Rozšíření ve světě
Roste ve střední Evropě, na jih po severní Itálii a sever Balkánu, na západ po východní Francii, na sever po jih Skandinávie, na východ je areál protáhlý až po střední Sibiř. Mapka rozšíření zde 

## Rozšíření v Česku
V ČR je to docela vzácný a silně ohrožený druh (C2), častější je na jižní Moravě, třeba na Břeclavsku. Roste hlavně v nížinách, maximálně do cca 350 m n. m. Je typickým druhem kontinentálních zaplavovaných luk sv. Cnidion venosi, dále roste v bezkolencových loukách sv. Molinion a ve vápnitých slatiništích sv. Caricion davalianae.